# Große Japanische Waldmaus
Die Große Japanische Waldmaus (Apodemus speciosus) ist ein hauptsächlich in Japan verbreitetes Nagetier in der Gattung der Waldmäuse. Die Art ist eng mit anderen Waldmäusen Ostasiens, wie der Chevrier-Waldmaus und der Brandmaus, verwandt. Im japanischen Sprachraum wird sie als アカネズミ (Akanezumi, „Rotmaus“) bezeichnet.

## Merkmale
Die Exemplare sind mit einer Kopf-Rumpf-Länge von 80 bis 140 mm, einer Schwanzlänge von 70 bis 130 mm und einem Gewicht von 20 bis 60 g größer als Individuen der Kleinen Japanischen Waldmaus, jedoch verglichen mit anderen Altweltmäusen mittelgroß. Sie besitzen 22 bis 28 mm lange Hinterfüße und 13 bis 17 mm lange Ohren. Auf der Oberseite kommt braunes bis orangebraunes Fell vor und das Fell der Unterseite ist weiß. Die acht Zitzen der Weibchen sind paarig angeordnet.

## Verbreitung
Die Art lebt auf den vier Hauptinseln Japan sowie auf Kunaschir. Darüber hinaus ist sie auf zahlreichen japanischen Inseln verbreitet. Im äußersten Norden zählen dazu Rishiri und Okushiri. Weiterhin ist sie unter anderem auf Noto-jima, Sado und einigen der Oki-Inseln verbreitet. Izu-Inseln, auf denen sie vorkommt, sind Izu-Ōshima, Niijima, Shikine-jima, Kōzu-shima und Miyake-jima. In der Seto-Inlandsee ist sie auf den Geiyo-Inseln Ōshima, Hakata-jima, Ōmishima, Ikuchi-jima, Innoshima, Mukaishima und Ōsakikamijima verbreitet. Nahe Kyūshū findet man die Art auch auf den Amakusa-Inseln und abgelegener auf Tsushima. Südlich kommt sie auf einigen der Ōsumi-, Koshikijima- und Tokara-Inseln vor, darunter Yakushima, Tanegashima, Shimokoshiki-jima, Kuchinoerabu-jima, Kuchinoshima und Nakanoshima.
Die Große Japanische Waldmaus hält sich im Flachland und in Gebirgen auf. Das Habitat variiert zwischen Wäldern, Grasflächen, Ackerland und Reisfeldern.

## Lebensweise
Die Große Japanische Waldmaus hält sich auf dem Boden auf und geht nachts auf Nahrungssuche. Sie frisst Wurzeln, Kräuter, Pflanzensamen, Beeren und wenige Insekten. Zur Nahrung zählt weiterhin die Japanische Walnuss, die gleich gefressen oder in Erdverstecken gelagert wird. Auch die Samen der Japanischen Kamelie werden so verstreut. Die Reviere der Männchen sind etwa 8000 Quadratmeter groß, während Weibchen etwa 3500 Quadratmeter große Territorien bewohnen. Die Reviere von Weibchen überlappen sich nicht. Die Fortpflanzung findet im Norden zwischen Frühjahr und Herbst statt und südliche Populationen vermehren sich im Winterhalbjahr. Je nach Jahreszeit variiert die durchschnittliche Wurfgröße zwischen 3 und 5,5 Neugeborenen. Diese werden nach 19 bis 26 Tagen Trächtigkeit geboren.

## Gefährdung
Die IUCN listet die Große Japanische Waldmaus als nicht gefährdet (least concern) und den Populationstrend als stabil, da keine Bedrohungen vorliegen und die Art häufig auftritt.